# 陆运涛
丹斯里陆运涛（英語：Loke Wan Tho，1915年6月14日—1964年6月20日），馬來西亞及新加坡的电影制片人、鸟类学家及摄影家。祖籍廣東鹤山，1915年生于马来亚吉隆坡，1964年因飞机失事逝于台湾。

## 电影事业
1940年代至1960年代陆运涛是新加坡和香港著名电影制片人，国泰机构、永华电影和國際電影懋業有限公司（電懋）创办人。陆运涛曾得拿督、丹斯里称号。陸運濤主持電懋期間，曾邀請張愛玲撰寫近十個劇本。陸運濤死後，電懋则由其妹夫朱国良继承。1965年，朱国良將電懋改组为「国泰機構（香港）有限公司」，國泰機構仍然是很大的財團，但電影相關的業務只剩下戲院和發行。

## 摄影家
陆运涛还是新加坡著名摄影家，英国皇家摄影学会会员、美国摄影学会会员、新加坡摄影学会会长。陆运涛以鸟类生态摄影闻名于世，当时东南亚总督马尔康姆·麦当纳写道：“陆运涛先生是世界上最杰出的鸟类摄影家之一，也许是亚洲最杰出的。”
陆运涛常带着大量摄影器材，出没于克什米尔、喜马拉雅、新几内亚和马来亚（今马来西亚）的高山密林之中，或隐于帐棚，或攀登高架，近距离拍摄鸟类生态。陆运涛曾著《鸟的夥伴》一书，既是南洋鸟类生态学专书，又是鸟类摄影集。
陆运涛摄影功夫深厚，又有独到的眼光，他拍摄的天堂鸟照片得到中文人士赞赏。

### 《鸟的夥伴》
《鸟的夥伴》内容包括
- 《前言》东南亚总督马尔康姆·麦当纳执笔
- 《序言》（陆运涛自传）
- 《摄影方法》
- 《印度鸟类》 （28种）
- 《新几内亚鸟类》（15种）
- 《马来亚鸟类》（23种）

### 《吴哥》
在1950年代末陆运涛随当时东南亚总督马尔康姆·麦当纳前往吴哥，拍摄大量照片，后合著有《吴哥》一书。
《吴哥》一书前半由马尔康姆·麦当纳执笔：
- 《高棉的国王》
- 《高棉的历史》：扶南国、真腊、柬埔寨
- 《高棉风土》
- 《高棉遗迹》 吳哥窟的发现，周达观的《真腊风土记》
- 《现代高棉》
- 吴哥摄影集（陆运涛90幅，麦当纳21幅）。

## 摄影作品收藏家
陆运涛收藏世界著名摄影师（包括美国安塞尔·亚当斯、加拿大育瑟夫·卡尔士）作品500余幅，现藏新加坡国家艺术馆。

## 慈善事业
陆运涛热心华侨教育事业。新加坡南洋大学开学之日，陆运涛捐助30万新加坡元兴建理学院大楼一座。

## 著作
- Loke Wan Tho,A Company of Birds （《鸟的夥伴》） Michael Joseph, London 1959
- Angkor（《吴哥》）, by Malcolm MacDonald and Loke Wan Tho, Jonathan Cape, London, 1958,59,60.

## 家庭
陆运涛的父親陆佑是马来西亚企業家。

## 逝世
1964年陸運濤結識香港商人邱德根，並計劃合作發展電影；與邱德根妻子裘錦秋等人6月出訪台灣，参加在台北举行的第十一届亚洲影展。影展闭幕后，曾受蒋介石总统和夫人宋美龄接见。会后，和部分与会代表從台北飛往台中，到台中縣霧峰鄉参观雾峰故宫国宝。陸運濤在台中水湳機場搭乘民航空運公司(CAT)編號B-908的106班次班機返回台北，途中飛機失事身亡。
該班機從台中飛往台北途中遭劫機，在台中縣神岡鄉三角村稻田內墜地炸毀。57名乘客全部罹難，除了20名外籍乘客和機組人員，還包括台灣省電影製片廠長龍芳、省新聞處長吳紹璲夫婦、台語歌王施文彬的父親。《桂河大橋》電影男主角威廉·荷頓在6月20日當天已經返美，因未參加活動而避開了墜機事件。
因為當時國共關係惡劣，台灣政府對劫機的真相隱瞞，直至許多年後才報道出來。陸運濤夫婦的逝世造成台港星等地極大震撼，年底金馬獎也因此停辦。

## 纪念館

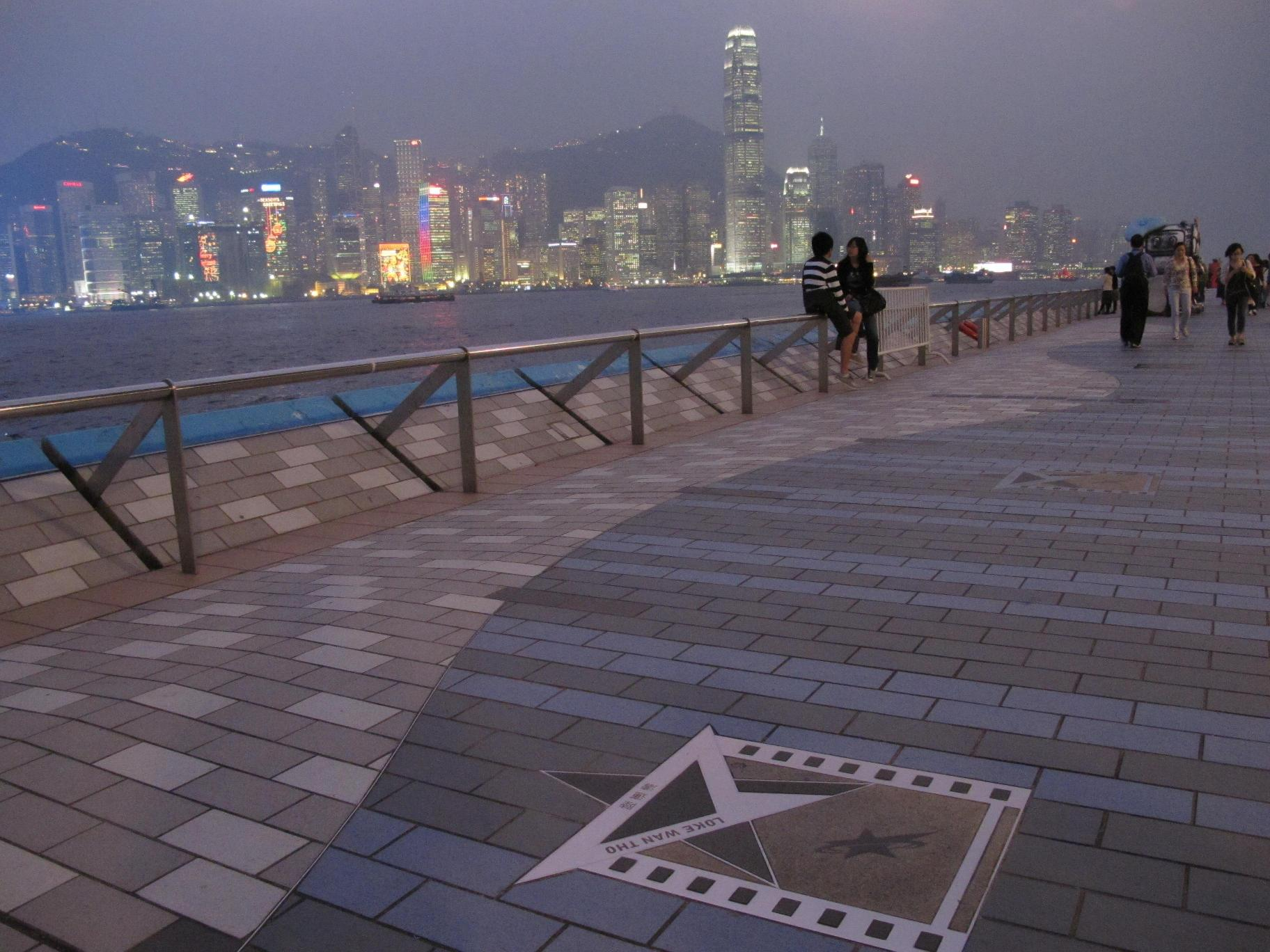
香港星光大道第38星陆运涛之星

- 陆运涛摄影纪念馆，位于新加坡摄影学会三楼。
- 陆运涛图书馆，位于新加坡裕廊飛禽公園。
- 陆运涛之星，第38星，香港星光大道。
- 陆运涛路，位于新加坡信立新村。

## 相關
- 香港大學本部大樓外部陸佑堂[10]
- 陆佑家族
- 陆容章
- 陆佑，南洋企业家、慈善家、侨领[11]
- 民航公司106號班機空難

## 外部参考
- 陆运涛在互联网电影资料库（IMDb）上的資料（英文）
- Black Naped Tern, photograph by Loke Wan Tho
- Cinema Magnate, Ornithologist, Philanthropist
- Cathay Organisation （页面存档备份，存于）
- Victoria Institution
- Loke Wan Tho map collection at the National Library of Australia